# Рашевский, Иван Григорьевич
Иван Рашевский Григорьевич (укр. Іва́н Григо́рович Раше́вський; 27 января 1849, Чугуев, Змиевской уезд, Харьковская губерния — 21 июля 1921, Чернигов) — украинский художник, скульптор, критик и искусствовед. Директор Черниговского музея украинских древностей Василия Тарновского, один из основателей Черниговской публичной библиотеки, лоббист установки первого памятника Тарасу Шевченко в Чернигове.

## Биография
Родился 27 января 1849 года в Чугуеве, в современной Харьковской области. Поскольку семья Рашевских имела имение в селе Великие Осняки Черниговской области, большая часть жизни художника была связана именно с Гетманщиной.
В 1873 окончив юридический факультет Киевского университета Св. Владимира, поступил в Императорскую Академию художеств свободным слушателем. Учителем по специальности был художник-пейзажист. Тогда же Рашевский посещает Париж. В 1875 покидает Академию и возвращается на Украину, в Чернигов.
В 1876–1879 годах был членом Черниговской земской управы, также работает мировым судьёй. Активно участвовал в многочисленных выставках в Киеве, Санкт-Петербурге, Чернигове. Занимался коллекционированием. Его сборник включал, в частности, полотна Ильи Репина, Василия Сурикова, Михаила Жука, а также посуду и вышивку. В 1908 Рашевский отправился на отдых за границу, а свой маршрут от Чёрного моря до Греции запечатлел в картинах, созданных во время путешествия: «Боспор» (1908), «Тюрьма Сократа» (1908) и другие.
В 1912 году становится хранителем, впоследствии — директором Черниговского музея украинских древностей В. В. Тарновского
Последние годы жизни посвятил труду над утвержденным проектом памятника Т. Г. Шевченко для Чернигова. Умер в ночь с 20 на 21 июля 1921 года, был похоронен на кладбище Вознесенской церкви.
Некролог о смерти Ивана Рашевского: (орфография оригинала)
«Губполитпросвет извещает, что в ночь с 20-е на 21-е июля с/г скончался художник, завед. 1-м Советским Украинским музеем РАШЕВСКИЙ Иван Григорьевич. Погребение 22-го июля в 8 ½ час вечера на погосте Вознесенской церкви»

## Творческое наследие
Всего в представленном Украинской академией изобразительных искусств каталоге произведений Ивана Григорьевича Рашевского отмечено более 170 позиций. Во время Великой Отечественной войны многие произведения И. Г. Рашевского были утрачены, в настоящее время известно около 40 работ, которые хранятся в Национальном художественном музее Украины, Национальном музее Тараса Шевченко, а также в черниговских музеях и частных коллекциях.
Известны полотна Рашевского: «По Десне» (1889), «Десна», «К экзамену», «Пруд в саду» (1892), «В крестьянском доме», «На Спаса» (1900)"; скульптуры — «Портретная скульптура музыканта Длусского» (1889), «Поприщин» (1892), проекты памятника Т. Шевченко (1921).

## Внешние ссылки
- Рашевський Іван Григорович
- Життя і творчість Івана Рашевського
- Іван Рашевський — співець Чернігівського краю Архивировано 4 января 2015 года.